# Vestnes
Vestnes er en kommune i Romsdal i Møre og Romsdal fylke i Norge. Den grænser i øst til Rauma, i syd til Stordal og Ørskog, og i vest til Skodje og Haram. Nord for Moldefjorden ligger kommunerne Midsund og Molde.
Kommunen deles i tre dele af to fjorde: I øst går den sydgående Tresfjorden, med administrationscenteret Helland (Vestnes) og Hagneset på vestsiden, bygden Sylte (oftest kaldt Tresfjord) i syd, og bygderne Vikebukt, Gjermundnes og Daugstad på østsiden. Længere mod vest har den sydgående Tomrefjorden bygden Nerås i øst, Tomrefjord i syd og Fiksdal og Gjelsten i vest. Sidste bygd i retning mod Haram er Rekdal. Denne geografi er symboliseret i kommunevåbenet «I rødt to gule spidser mod venstre». Midtspidsen er Vestnes, og de to guldspidser mod venstre er Tresfjorden og Tomrefjorden. Tidligere var Tresfjord en selvstændig kommune. Kommunenavnet kommer af gården, som lå på det vestre næs af Tresfjorden.
Landsbyerne er omkranset af Vestnesfjellene, som i syd fortsættes af Sunnmørsalperne, deriblandt Lauparen og Sandfjellet på hhv. 1.434 og 1.470moh. Der er et udstrakt net af turstier og rustikke sætere.
Erhvervslivet domineres af landbrug, en del maritim industri, bådbyggeri, turisme og omsorg. I Tomrefjord ligger Aker Yars(Langsten) og Solstrand Værft. Aas Mekaniske Verksted og Vestnes Fjordhotel ligger i Helland. I Helland ligger Bådbyggermonument (1992, Ola Stavseng) som viser bådbyggeren Lars Hammeraas. Skorgeneset industriområde ligger i Tresfjorden, bl.a. med Møre og Romsdal Kornsilo og Tresfjord Boats (tidligere Skorgenes Bådbyggeri). I dag er bådbyggeriet Salthammer A/S i drift i Remmemsvik.
Vestnes Kirke er fra 1872, beliggende i Helland Centrum på fundamentet af en tidligere kirke. På Vike ligger Vike Kapel. Tresfjord Kirke (1828) er ottekantet med gammel altertavle. Fiksdal Kirke er den fjerde i kommunen.
Gamlebroen i Helland er fra 1844, blev erstattet med Straumsbroen i 1955 og Vestnesbroen i 1998. Fra 1908 kørte landets anden bilrute fra Vestnes til Ørskog (Elling Larsson, 1908). I dag går E39 gennem kommunen, fra Ørskogfjellet i syd til færgelejet mod Molde. Fra Sylte går fylkesvej 65 syd over Vaksvikfjellet til Sunnmøre.